# La Presa (Californië)
La Presa is een plaats (census-designated place) in de Amerikaanse staat Californië, en valt bestuurlijk gezien onder San Diego County.

## Demografie
Bij de volkstelling in 2000 werd het aantal inwoners vastgesteld op 32.721.

## Geografie
Volgens het United States Census Bureau beslaat de plaats een oppervlakte van
16,0 km², waarvan 14,5 km² land en 1,5 km² water.

## Plaatsen in de nabije omgeving
De onderstaande figuur toont nabijgelegen plaatsen in een straal van 16 km rond La Presa.